# 辰馬悦蔵 (3代)
3代辰馬 悦蔵（たつうま えつぞう、前名・寛爾、1892年〈明治25年〉12月2日 - 1980年〈昭和55年〉8月17日）は、日本の酒造家・実業家・慈善家。兵庫県多額納税者。辰馬悦蔵商店社長。北辰馬家第三代当主。紺綬褒章を多数回受章。

## 経歴
兵庫県西宮市出身。先代辰馬悦蔵の長男。1917年、家督を相続し前名・寛爾を改め襲名した。1918年、京都帝国大学史学科卒業。
酒造業を営み、銘酒白鷹の醸造元として知られたが、1929年、酒造業の全般を株式会社辰馬悦蔵商店に移して自らその社長となり、経営に努めた。後これを退き、その取締役となった。1976年、辰馬考古資料館設立。

## 人物
3代悦蔵は京都帝国大学に学び、家業の酒造のかたわら、考古学の研究と考古資料の収集に努めた。なかでも銅鐸のコレクションは質・量ともに日本有数のものである。彼は、大阪湾沿岸周辺で数多く出土する銅鐸が現地にとどまらずに散逸し、一部は海外に流出していることを知り、研究資料の保全のためには自ら収集するほかないと考えた。（詳細は辰馬考古資料館の項参照。）
貴族院多額納税者議員選挙の互選資格を有した。宗教は真宗。住所は兵庫県西宮市鞍掛町。

## 栄典
- 1928年10月24日 - 紺綬褒章[9]
  - 1920年6月、兵庫県武庫郡西宮町賑恤費金3万円を寄付する[9]。
- 1932年7月16日 - 紺綬褒章[9]
  - 1928年10月、恩賜財団済生会へ金1万3千870円を寄付する[9]。
- 1934年5月5日 - 紺綬褒章[9]
  - 1932年9月、県社西宮神社造営費金1万円を寄付する[9]。
- 1936年5月5日 - 紺綬褒章[9]
  - 1934年2月、西宮市立図書館基金として金1万円を寄付する[9]。
- 1940年9月2日 - 紺綬褒章[9]
  - 1939年12月、恩賜財団済生会兵庫県支部事業資金として金1万9千350円を寄付する[9]。
- 1941年12月27日 - 紺綬褒章[9]
  - 1941年2月、県社西宮神社森林保護資金として金1万を寄付する[9]。

## 家族・親族
辰馬家
- 祖父・初代悦蔵[10]（1835年 - 1920年、悦叟、酒造家、北辰馬家初代当主） - 第十代辰馬吉左衛門の三女の婿である[10]。“北辰馬”と称し、辰馬吉左衛門の分家である[11]。
- 父・二代悦蔵[2]（兵庫平民[3]、酒造家、北辰馬家第二代当主）
- 母・もん（1865年 - ?、祖父悦叟の長女）[2]
- 弟・喬男（1902年 - ?）[2]
- 妹・隆子（1894年 - ?、分家、辰馬尚次郎の妻）[1]
- 妻・綾子（1899年 - ?、愛知、榎並喬一の妹[1]、榎並庄兵衛の長女[2]）
- 男・寛男[1]（1929年 - 2003年、白鷹社長、北辰馬家第四代当主）
- 二男[1][2]

親戚
- 浅尾豊一（萬歳酒造相談役、辰馬本家酒造社長）
- 辰馬鎌藏（土木技術者、内務技監）